# Off the Ground
Albums de Paul McCartney
Paul McCartney's Liverpool Oratorio
(1991) Paul Is Live
(1993)
Singles
1. Hope of Deliverance
Sortie : 29 décembre 1992
2. C'Mon People
Sortie : 22 février 1993 (uniquement au Royaume-Uni)
3. Off the Ground
Sortie : 19 avril 1993
4. Biker Like an Icon
Sortie : 8 novembre 1993

Off the Ground est un album studio de Paul McCartney, sorti en 1993. Neuvième de ses albums studio en solo, il s'agit du premier des années 1990, faisant suite à Flowers in the Dirt, sorti en 1989. Il en est d'ailleurs la suite directe puisque McCartney y fait jouer le groupe qu'il a formé sur cet opus et qui s'est rodé au cours des tournées mondiales.
Après une parenthèse plus innovante, le musicien revient à un art plus classique. Il signe sur cet album ses deux dernières compositions avec Elvis Costello, et fait participer ses partenaires à la création des chansons de l'album.
La critique se montre assez déçue par cet album, dans l'ombre de son prédécesseur. Il se vend cependant bien (disque d'or dans 7 pays et disque de platine dans 2 autres) et atteint la 5e place des charts britanniques et la 17e aux États-Unis.

## Liste des chansons
Compositions de Paul McCartney, sauf indication contraire.
1. Off the Ground
2. Looking for Changes
3. Hope of Deliverance
4. Mistress and Maid (McCartney, MacManus)
5. I Owe It All to You
6. Biker Like an Icon
7. Peace in the Neighborhood
8. Golden Earth Girl
9. The Lovers That Never Were (McCartney, MacManus)
10. Get Out of My Way
11. Winedark Open Sea
12. C'mon People
13. Cosmically Conscious (Chanson cachée)

Les chansons cosignées avec Elvis Costello (de son vrai nom Declan MacManus) ont été produites lors de l'enregistrement de l'album précédent Flowers in the Dirt.
À signaler, les arrangements sont de George Martin (producteur des Beatles) sur C'mon People et de Carl Davis (avec lequel il fit le Liverpool Oratorio) sur Mistress and Maid et Golden Earth Girl.

## Titres publiés en simple
Compositions de Paul McCartney, sauf indication contraire.
1. Hope of Delivrance (face B : Long Leather Coat (McCartney/McCartney))
2. C'mon People (face B : I Can't Imagine)
3. Off the Ground (face B : Cosmically Conscious / Down the River)

Si le premier extrait a connu un certain succès, les deux autres sont passés plutôt inaperçus.

## Fiche technique

### Interprètes
- Paul McCartney : chant, basse, guitare acoustique, guitare électrique, guitare espagnole, piano, batterie, mellotron, sitar, ocarina, congas, percussions, harmonies vocales
- Linda McCartney : chant, synthétiseur Moog, harmonium, percussions, sifflet de train, harmonies vocales
- Hamish Stuart : chant, guitare acoustique, guitare électrique, piano, percussions, harmonies vocales
- Robbie McIntosh : guitare acoustique, guitare électrique, guitare espagnole, guitare slide, mandoline, harmonies vocales
- Paul Wickens : piano, clavecin, orgue Hammond, accordéon, boîte à rythmes, synthétiseur, percussions, harmonies vocales
- Blair Cunningham : batterie, congas, harmonies vocales
- Gordon Hunt : hautbois
- Susan Milan : flûte
- Davide Giovanini  : percussions
- Maurice Ravalico  : percussions
- David Puttman : percussions
- The Midnight Horns : cuivres

## Divers
- La photographie se trouvant au recto de la pochette est signée Clive Arrowsmith.
- Celles du groupe se trouvant dans le livret sont signées Linda McCartney.
- Les collages visibles dans le même livret sont de Eduardo Paolozzi.
- La peinture illustrant la chanson Biker Like an Icon est de Olivier Rabb.
- La direction artistique de ce livret a été assurée par Aubrey Powell.
- L'ingénieur du son de l'album est Bob Kraushaar.
- La chanson Cosmically Conscious a été écrite en Inde à l'époque où les Beatles étaient en retraite avec le Maharishi.